# Coletor aberto

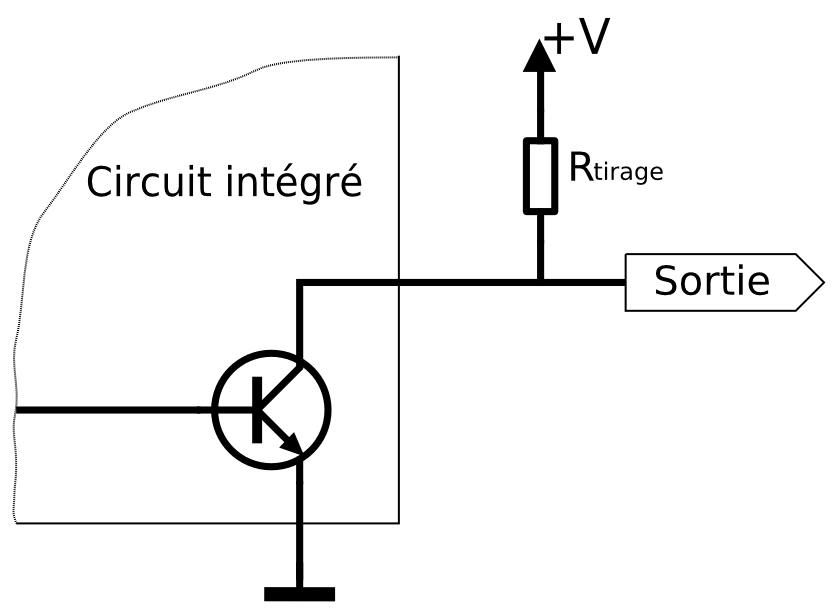
Esquema simplificado de coletor aberto de um circuito integrado (CI) com resistor "pull-up".

Coletor aberto é um tipo de saída em muitos CIs. Em vez do circuito integrado emitir um sinal da saída específico de tensão ou corrente, o sinal de saída é aplicado à base de um transistor NPN interno, cujo coletor é exteriorizado (aberto) no pino do IC. O emissor do transistor, por sua vez, é conectado internamente ao pino terra (GND).
Para funcionar nessa configuração, é necessário a instalação de um resistor externo ("pull-up") entre a saída (coletor do transitor interno) e o VCC para que o circuito funcione. Todavia, essa aparente desvantagem significa também que pode-se prescindir da tensão de +5V do VCC, podendo também utilizar +12V, por exemplo. 
Se a saída do circuito integrado utiliza tecnologia MOSFET, ao invés de transistores NPN, então essa configuração é chamada de "dreno aberto" e funciona de forma semelhante.
O coletor aberto é um dos muitos padrões de entrada/saída digitais em uso hoje em dia.